# Grand Prix SAR La Princesse Lalla Meryem 2005
Il Grand Prix SAR La Princesse Lalla Meryem 2005 è stato un torneo di tennis giocato sulla terra rossa. È stata la 5ª edizione del Grand Prix SAR La Princesse Lalla Meryem, che fa parte della categoria Tier IV nell'ambito del WTA Tour 2005. Si è giocato a Rabat in Marocco, dal 2 all'8 maggio 2005.

## Campioni

### Singolare
Nuria Llagostera Vives ha battuto in finale  Zheng Jie con il punteggio di 6–4, 6–2

### Doppio
Émilie Loit /  Barbora Strýcová hanno battuto in finale  Lourdes Domínguez Lino /  Nuria Llagostera Vives con il punteggio di 3–6, 7–6(5), 7–5